# Trudy Tack de Rixart de Waremme
Gertrude "Trudy" Tack de Rixart de Waremme is een personage in de VTM-televisieserie Familie, sinds 1998 gespeeld door Silvia Claes. Eind 2018 verdween ze uit beeld, samen met haar man Bart vertrok ze naar Dubai.
Trudy is haar roepnaam, haar volledige naam is Gertrude Tack de Rixart de Waremme. Ze is de ex-vrouw van Peter Van den Bossche en de moeder van Louise Van den Bossche.

## Overzicht
Tot haar 21ste verjaardag gaat Trudy door het leven als Trudy Tack. Op de dag na deze verjaardag krijgt ze van de notaris te horen dat ze van adellijke afkomst is. Even later leert ze haar grootouders kennen, graaf en gravin de Rixart de Waremme van Rullingen. Het duurt een tijd eer de graaf Trudy als zijn kleindochter aanvaardt. Trudy zette zich af van haar familie door te experimenteren met drugs en een lesbische relatie te beginnen met Sarah De Kunst. Nadien werd Trudy verliefd op Peter Van den Bossche en zou Sarah zich meermaals op het koppel proberen te wreken. Peter en Trudy trouwden in Malta en kregen een dochter, Louise. De rest van haar familie bestaat uit haar twee halfzussen, de tweeling Noa en Zoë.
Ze heeft ooit een korte relatie gehad met Mario Van de Caveye maar wanneer Peter dit te weten komt, reageert hij redelijk koel. Toch is nadien hun relatie nooit meer hetzelfde geweest. Uiteindelijk scheiden ze omdat het niet meer lukte tussen hen. Ondertussen gaat ze zelfs met aartsvijand Christel Feremans samenwonen en wordt ze door toedoen van Xavier Latour opnieuw verslaafd aan drugs.
Nadat alles uitgekomen is en zowel Xavier als Christel stierven, probeerden Trudy en Peter om hun relatie nog te herstarten maar het is niet meer gelukt. Peter is uiteindelijk hertrouwd met June Van Damme. Trudy spitste zich destijds een tijdlang toe op Oosterse meditatietechnieken en nam een geheel andere levensstijl aan, maar in tussen is ze – mede dankzij haar nieuwe boezemvriendin Mieke – weer de losbol van weleer. Ze heeft een job als ervaringsdeskundige op de psychiatrische afdeling van een ziekenhuis.
Vanaf het moment dat ze begon te werken in het ziekenhuis, besloot ze om Victor Praet te helpen ontdooien. Niet veel later, slaat de vonk over tussen de twee en beginnen ze een relatie. Jammer genoeg heeft dit niet lang geduurd doordat Louise en Victor het niet met elkaar konden vinden. Ze besluiten samen om er een punt achter te zetten maar blijven wel vrienden.
Nadat Bart Van den Bossche betrokken was geraakt bij de brand op VDB, besluit ze hem te helpen tijdens de revalidatie door geregeld langs te komen met Jelle Van den Bossche om Bart op te vrolijken. En het lijkt dat Bart niet enkel geniet van de aanwezigheid van zijn zoontje. Uiteindelijk begint Hannah alles door te krijgen en confronteert ze Trudy met het feit dat ze verliefd is op Bart. Bart wijst haar af maar tijdens de opening van de holding verklaart Bart zijn liefde aan Trudy. De twee worden een koppel. Eerst is Hannah daar niet zo blij mee, naarmate de tijd vordert, accepteert ze wel de relatie.
Na enkele jaren wil Trudy, samen met Bart, een huis kopen. Hij heeft het daar aanvankelijk moeilijk mee, omdat hij hun huis samen met zijn overleden vrouw Brenda bouwde. Na een periode van twijfels en strubbelingen in de relatie, krijgt Trudy toch haar zin en verhuizen ze naar een woning in de stad.
Een nieuw huis en Bart een nieuwe job: het leven van de twee veranderde een stuk. Bart leert op zijn nieuwe job Greet kennen. Beetje bij beetje worden ze tot elkaar aangetrokken en beginnen ze een verhouding. Bart krijgt na een tijdje gewetensproblemen en wil met de verhouding stoppen, om zijn relatie met Trudy niet op het spel te zetten. Dat is echter niet naar de zin van Greet en ze dreigt hem te ontslaan. Bijna twee maanden later ontdekt Trudy de verhouding en zit ze in zak en as. De laatste tijd klikte het ook niet goed met haar puberende dochter Louise, hetgeen nog op de spits gedreven wordt door de problemen met Bart. Ze denkt erover om haar relatie met Bart stop te zetten. Uiteindelijk kan ze Bart vergeven en sluiten ze een samenlevingscontract af.
In 2015 moet Bart zijn dood ensceneren doordat de maffiafamilie Gallo hem wil vermoorden. Aan de familie wordt verteld dat hij gestorven is in een auto-ongeval. Hoewel Trudy wordt wijsgemaakt dat Bart vlak voor zijn dood opnieuw een affaire had met Greet, neemt ze de zorg van haar stiefzoon Jelle Van den Bossche voor haar rekening.
Na het auto-ongeluk van Bart zocht Trudy troost bij Mathias Moelaert, de toenmalige echtgenoot van Marie-Rose De Putter. Nadat Marie-Rose hem betrapte met Trudy, woonde hij even bij Trudy om te helpen bij de opvoeding van haar stiefzoon Jelle. Na zijn scheiding met Marie-Rose liet Mathias Trudy echter vallen voor Veronique Van den Bossche, wat maandenlange haatgevoelens bij Trudy teweegbracht.
In seizoen 26, na de breuk tussen Faroud Kir en Leen Van den Bossche, vindt Faroud steun en begrip bij Trudy. Trudy krijgt gevoelens voor hem en Faroud neemt uiteindelijk zijn intrek bij haar 'maar wil het rustig aan doen'. Op het familiefeest voor de verjaardag van Anna Dierckx is Trudy in shock wanneer haar doodgewaande man, Bart, plots de kamer komt binnengewandeld. Hierna biecht Faroud aan Trudy op dat hij een schijnrelatie met haar aan was gegaan om haar gezin te beschermen voor de bende van Gallo. Trudy zet haar relatie verder met Bart en de twee verhuizen samen met Jelle naar L.A. om een nieuw leven te starten.
In seizoen 27 keren Trudy, Bart en Jelle terug naar België. Aan het begin van seizoen 28 besluit Trudy bij haar man Bart in Dubai te gaan wonen.
Tijdens de laatste afleveringen van seizoen 33 maakt de familie zich klaar voor een grootse reünie. Trudy blijkt afwezig, maar Bart is wel aanwezig. Bert Van den Bossche, inmiddels via plastische chirurgie en een naamsverandering gekend als Joris, biecht een schokkend geheim op. In het verleden had Trudy een slippertje met Bert waardoor Trudy zwanger werd. Dus blijkt nu dat Louise niet de dochter is van Peter, maar wel van aartsvijand Bert. 